# SpaceLiner
Lo SpaceLiner è uno spazioplano sub-orbitale sperimentale dotato di motori a razzo a propellente liquido allo studio dal 2005 in Germania presso il Deutsches Zentrum für Luft- und Raumfahrt (DLR).

## Storia del progetto
Con il definitivo ritiro del Concorde nel 2003 è venuta a mancare la possibilità di fornire un servizio di trasporto supersonico in campo civile. Alcune analisi di mercato, però, hanno evidenziato una piccola, ma economicamente importante, nicchia di clientela interessata al trasporto ad alta velocità e conseguente riduzione del tempo di volo (fino all'80% per le tratte intercontinentali più lunghe). Il DLR considerò che un lanciatore a basso costo per carichi destinati all'orbita bassa avrebbe potuto avvantaggiarsi dell'economie di scala derivanti dall'intercettazione del traffico dovuto al trasporto passeggeri (per turismo spaziale o viaggi d'affari). Venne quindi deciso, nel 2005 di dare inizio ad uno studio preliminare per un lanciatore a doppio stadio completamente riutilizzabile.

### Fast20XX
Nel dicembre del 2009 la Commissione europea finanziò un programma di ricerca della durata di 36 mesi per l'individuazione di tecnologie di trasporto e sviluppo operativo come primo passo verso un più complesso sistema di trasporto suborbitale.
Le linee guida prevedevano un sistema a bassa energia per voli a corto raggio (programma ALPHA) ed uno ad alta energia basato sul progetto dello SpaceLiner. In questa fase furono valutate soluzioni tecnologiche atte a garantire l'affidabilità e la sicurezza del volo ipersonico con passeggeri, tecniche di raffreddamento della struttura per traspirazione, logistica e riduzione del tempo necessario alla preparazione del lanciatore tra un volo e il successivo.

## Tecnica
Il requisito di progetto fondante dello SpaceLiner è il basso costo per lancio in modo da aumentarne il numero diminuendo i costi operativi e di costruzione dell'intero sistema. Fu quindi deciso di sviluppare un lanciatore a due stadi (denominati booster e orbiter) completamente riutilizzabili ed impiegare per la propulsione tecnologia già "matura" quali motori a razzo a propellente liquido a combustione stadiata piuttosto che motori "esotici" come gli scramjet ancora in fase sperimentale.

### Booster
Il primo stadio denominato booster è costituito essenzialmente dai serbatoi di ossigeno ed idrogeno mantenuti a temperature criogeniche e da otto motori a razzo. Il suo profilo di missione prevede, una volta esaurito il propellente, il distacco dall'orbiter ed il rientro presso il sito di lancio in volo planato.

### Orbiter
Il secondo stadio ospita, oltre ai serbatoi di propellente ed ai motori a razzo, anche la cabina passeggeri (o alternativamente un vano di carico per la messa in orbita di satelliti). In caso di emergenza la cabina passeggeri può staccarsi dall'orbiter e rientrare autonomamente sulla Terra. L'intero sistema è progettato in modo da non sottoporre i passeggeri ad accelerazioni verticali superiori a 2,5 g.

### Protezioni termiche
Per proteggere le parti della struttura più sollecitate termicamente durante il volo ipersonico in atmosfera, è stato studiato l'impiego di superfici porose che, attraversate da un fluido in fase liquida, si raffreddano cedendo al fluido il calore latente necessario alla sua transizione alla fase gassosa. In particolare come fluido di lavoro è stata presa in considerazione l'acqua che, durante le simulazioni, è stata in grado di abbassare (con una modesta portata) la temperatura del punto di ristagno da 2000 K a 300 K.

### Motori
Per ottimizzare i costi di sviluppo e costruzione, i motori dell'orbiter e del booster condividono gran parte dei componenti, differenziandosi tra loro per la sola geometria dell'ugello di scarico. I due motori dell'orbiter, infatti, essendo ottimizzati per fornire la massima spinta nel vuoto avranno un rapporto di espansione maggiore di quelli del booster che a loro volta risulteranno fisicamente più corti. Le pareti della camera di combustione e di parte dell'ugello sono raffreddate sia esternamente per rigenerazione dall'idrogeno liquido che internamente mediante un film sottile di idrogeno che viene iniettato a protezione delle pareti dell'ugello. La parte finale dell'ugello sfrutta un raffreddamento di tipo radiante.
Sono stati presi in considerazione cicli termodinamici a combustione stadiata sia a flusso completo (o FFSC, in cui le turbine delle turbopompe dell'ossigeno e dell'idrogeno sono alimentate da due distinte camere di precombustione alimentate una in eccesso di ossidante e l'altra in eccesso di combustibile) che a singolo precombustore in eccesso di combustibile (FRSC). A parità di spinta, il ciclo a precombustione a flusso completo è risultato preferibile per le minori pressioni necessarie nei precombustori, anche se è caratterizzato da una maggiore instabilità nella combustione e dall'aggressività dei gas in uscita dal precombustore in eccesso di ossidante nei confronti della turbina della turbopompa dell'ossigeno liquido.